# Matthieu Epolo
Matthieu Luka Epolo (15 januari 2005) is een Belgisch voetballer die onder contract ligt bij Standard Luik.

## Clubcarrière
Epolo ruilde in 2019 op veertienjarige leeftijd de jeugdopleiding van RSC Anderlecht voor die van Standard Luik. Op 26 augustus 2022 maakte hij zijn profdebuut in het shirt van SL16 FC, het beloftenelftal van Standard dat vanaf het seizoen 2022/23 uitkomt in Eerste klasse B: op de derde speeldag mocht hij starten tegen FCV Dender EH. In zijn debuutseizoen speelde hij achttien wedstrijden in Eerste klasse B, een minder dan Tom Poitoux.

## Clubstatistieken
| Seizoen         | Club            | Land            | Competitie      | Competitie | Competitie | Beker | Beker | Supercup | Supercup | Europees | Europees | Totaal | Totaal |
| Seizoen         | Club            | Land            | Competitie      | Wed.       | Dlp.       | Wed.  | Dlp.  | Wed.     | Dlp.     | Wed.     | Dlp.     | Wed.   | Dlp.   |
| --------------- | --------------- | --------------- | --------------- | ---------- | ---------- | ----- | ----- | -------- | -------- | -------- | -------- | ------ | ------ |
| 2022/23         | SL16 FC         | Vlag van België | Eerste klasse B | 15         | 0          | —     | —     | —        | —        | —        | —        | 15     | 0      |
| 2023/24         | SL16 FC         | Vlag van België | Eerste klasse B | 3          | 0          | —     | —     | —        | —        | —        | —        | 3      | 0      |
| Carrière totaal | Carrière totaal | Carrière totaal | Carrière totaal | 18         | 0          | 0     | 0     | 0        | 0        | 0        | 0        | 18     | 0      |

Bijgewerkt op 20 oktober 2023.

## Interlandcarrière
Epolo nam in 2022 met België –17 deel aan het EK onder 17 in Israël. Epolo stond in doel tijdens de groepswedstrijden tegen Servië (1-1-gelijkspel), Spanje (2-0-verlies) en Turkije (3-1-winst).
3 Ngoy ·
4 Šutalo ·
5 Bolingoli ·
6 Sotiris ·
7 Bulat ·
8 Price ·
9 Zeqiri ·
10 Đukanović ·
11 Ayensa ·
13 Fossey ·
14 Kuavita ·
15 Doumbia ·
17 Camara ·
19 Badamosi ·
20 Karamoko ·
24 O'Neill ·
25 Hautekiet ·
29 Dierckx ·
30 Henkinet ·
40 Epolo ·
41 Szalai ·
44 Bates ·
45 Godfroid ·
51 Noubi ·
53 Calut ·
77 Hountondji ·
88 Lawrence ·
99 Poitoux ·
Coach: Leko